# Spalangia
Spalangia är ett släkte av steklar som beskrevs av Pierre André Latreille 1805. Spalangia ingår i familjen puppglanssteklar.

## Bildgalleri

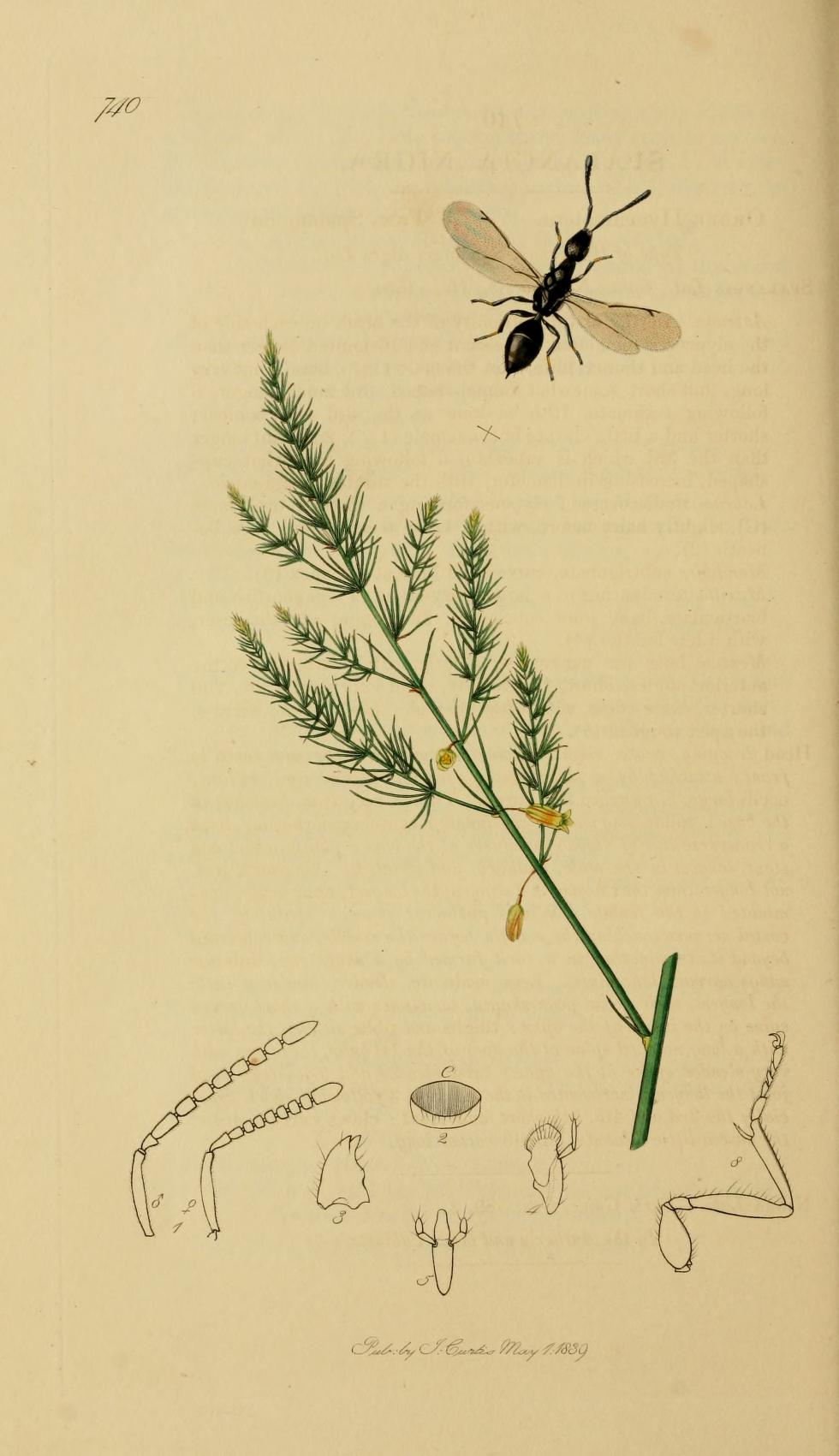

## Dottertaxa tillSpalangia, i alfabetisk ordning[1][2]
- Spalangia afra
- Spalangia attae
- Spalangia australiensis
- Spalangia bakeri
- Spalangia bethyloides
- Spalangia bouceki
- Spalangia cameroni
- Spalangia chontalensis
- Spalangia crassicornis
- Spalangia dozieri
- Spalangia drosophilae
- Spalangia endius
- Spalangia epos
- Spalangia erythromera
- Spalangia fallax
- Spalangia fuscipes
- Spalangia gemina
- Spalangia girardi
- Spalangia gonatopoda
- Spalangia granata
- Spalangia grotiusi
- Spalangia haematobiae
- Spalangia heterendius
- Spalangia impuncta
- Spalangia irregularis
- Spalangia kingstonensis
- Spalangia lanaiensis
- Spalangia longepetiolata
- Spalangia marxi
- Spalangia muscophaga
- Spalangia nigra
- Spalangia nigripes
- Spalangia nigroaenea
- Spalangia obscura
- Spalangia oviceps
- Spalangia parfuscipes
- Spalangia punctata
- Spalangia punctulaticeps
- Spalangia rufipes
- Spalangia rugulosa
- Spalangia seyrigi
- Spalangia shakespearei
- Spalangia simplex
- Spalangia slovaca
- Spalangia subpunctata
- Spalangia sulcifera
- Spalangia turneri
- Spalangia virginica